# Хамберсайд
Хамберсайд ([ˈhʌmbərsaɪd]) — неметропольне та церемоніальне графство в Північній Англії з 1 квітня 1974 року до 1 квітня 1996 року. Він складався з землі з обох боків естуарію Хамбер, створеного з частин Східного Райдингу Йоркширу, Західного Райдингу Йоркширу та північної частини Ліндсі, Лінкольншир. Штаб-квартирою ради графства був графський зал у Беверлі, успадкований від ради округу Іст-Райдінг. Його найбільшим поселенням і єдиним містом був Кінгстон-апон-Халл. Інші відомі міста включали Гул, Беверлі, Сканторп, Грімсбі, Кліторпс і Брідлінгтон. Округ простягався від Уолд-Ньютона на північному кінці до іншого Уолд-Ньютона в найпівденнішій точці.
Хамберсайд межував з Північним Йоркширом на півночі та заході, з Південним Йоркширом і Ноттінгемширом на південному заході та з Лінкольнширом на півдні. Він виходив на схід до Північного моря.

## Назва
Назва «Гамберсайд» дуже рідко використовувалася як неофіційна назва та географічний термін для території, що оточувала Хамбер, до створення церемоніального графства. Проте до середини 20-го століття промисловий розвиток обох сторін естуарію Хамбер ставав дедалі більш інтегрованим, і «Хамберсайд» широко застосовувався до портів Халл, Грімсбі та Гул та їхніх внутрішніх районів. Використання терміна для об'єднання двох сторін річки також було зумовлене бажанням місцевої влади сприяти будівництву підвісного мосту.

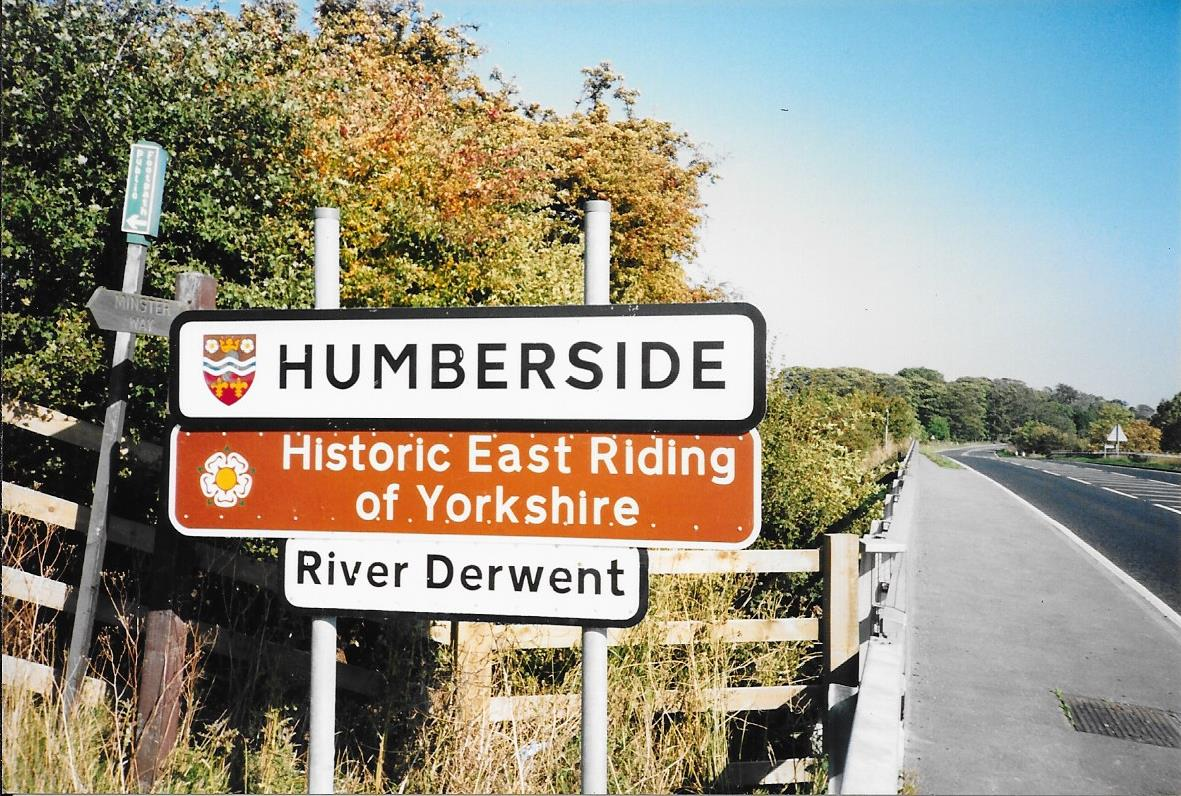
Дорожній знак Хамберсайд на A1079

## Формування
Округ було створено відповідно до Закону про місцеве самоврядування 1972 року 1 квітня 1974 року. Воно охоплювало колишні округи Грімсбі та Кінгстон-апон-Халл. Від Ліндсі до нього входили райони Кліторпс і Сканторп, міські округи Бартон-апон-Гамбер і Брігг, а також сільські округи Гленфорд-Брігг, Грімсбі та острів Акгольм. Від Іст-Райдингу він займав райони Беверлі, Брідлінгтон і Гедон, міські округи Дріфілд, Халтемпріс, Горнсі та Візернсі, а також сільські округи Беверлі, Брідлінгтон (частина), Дріфілд, Холдернесс, Хоуден і Поклінгтон. Від Вест-Райдингу він займав як район Гул, так і сільський округ Гул.